# Anna Chimenti
Anna Chimenti (Roma, 6 giugno 1962) è una giurista italiana.

## Biografia
Docente ordinario di Diritto costituzionale, ha insegnato all'Università degli Studi di Foggia e a "La Sapienza" di Roma.
È avvocato iscritto all'ordine di Roma, nell'elenco speciale dedicato ai professori universitari.
Laureata in giurisprudenza nel 1986 presso l'Università "La Sapienza" di Roma, con un tesi in Diritto pubblico dal titolo "Referendum e forma di governo parlamentare", nel 1994 diventa ricercatrice presso la Facoltà di Giurisprudenza dello stesso ateneo.
Nel 2003 viene chiamata a tenere alcuni incontri seminariali presso Università di Strasburgo III – Robert Schuman, presso la cattedra di Droit Public - prof. Eric Maulinè, ed è nominata consulente del Ministero della Giustizia. 
L'anno seguente è Professore straordinario di Diritto pubblico sempre presso l'ateneo foggiano. Il 2005 è Visiting Scholar all'Università di Princeton, New Jersey, e alla Georgetown University, Washington.
Tra il 2005 e il 2007 è responsabile delle relazioni con il Parlamento per l'Università di Foggia e componente del Consiglio Superiore delle Comunicazioni per nomina del Ministro competente. Il 2009 è nominata componente del Nucleo di Valutazione e verifica degli investimenti pubblici  della Presidenza del Consiglio dei Ministri.
Nel biennio 2009-2010 è Resident Research Fellow of the Economic and Social Cohesion Laboratory (Esoclab) della  London School of Economics and Political Science.
Le sue principali pubblicazioni sono "La storia del Referendum", Bari, Laterza, 1993, "Informazione e Televisione, la libertà e la vigilanza" Bari, Laterza, 2000, "La teoria gradualistica del diritto, confronto con le idee e le istituzioni del diritto positivo francese" (traduzione e presentazione dell'opera), in "Civiltà del diritto", Milano, Giuffrè, 2003 e "Il Papa in Parlamento" nel volume "Giovanni Paolo II, Le vie della giustizia" a cura di A. Loiodice e M. Vari.
Editorialista del settimanale "Espresso" dal 1999 al 2000 e del settimanale "Panorama" su televisione e informazione dal 2001 al 2003, ha scritto di questioni costituzionali per il quotidiano "Il Riformista"
Tra il 1987 e il 1994 è stata anche consulente di Mediaset e tra il 2003 e il 2004 consulente giuridico del Presidente della Rai.
Il 28 ottobre 2010 viene nominata con decreto del Ministro dell'Università e della Ricerca consulente per l'analisi e lo studio dei modelli Europei di eccellenza universitaria. Nel 2013, viene nominata dal Governo Letta nel Comitato di redazione, composto da 7 membri, che è incaricato di redigere il progetto di riforma della Costituzione Italiana elaborato dall'apposita Commissione.
Dal 4 febbraio 2014, è distaccata presso l'Ambasciata d'Italia a Londra con la qualifica di esperto. Segue per l'Ambasciata il settore giuridico e le politiche culturali: in particolare, il dibattito sulle Riforme costituzionali e referendum attraverso il monitoraggio dei Think Tank UK. 
Chimenti è anche l'autore di L' ordinamento radiotelevisivo italiano, Informazione e televisione: la libertà vigilata, e Storia dei referendum: dal divorzio alla riforma elettorale : 1974-1999. Chimenti è l'editore di La teoria gradualistica del diritto, confronto con le idee e le istituzioni del diritto positivo francese. Attualmente è l'Addetto agli Affari Costituzionali, Rapporti con le Università, Centri di Ricerca e Think Tank all'Ambasciata d'Italia a Londra.
Dal 2022, è Academic Visitor presso il St Antony's College dell'Università di Oxford, dove prosegue la sua attività accademica e di ricerca sull'impatto del referendum del 2016 in UK e in Italia, la crisi del modello Westminster e l'Instabilita' dei governi in UK dopo la Brexit, il referendum nell'ora della democrazia immediata e il ruolo dei social media nelle consultazioni referendarie degli ultimi anni.

## Vita privata
È coniugata con il giornalista Marcello Sorgi, con cui ha due figli, Antonio e Gregorio.